# Rosehaugh House

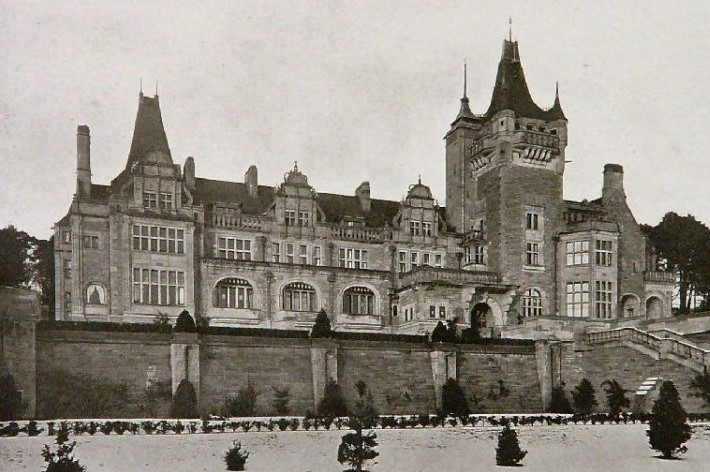
Rosehaugh House, Ansicht von Südwesten, um 1910

Rosehaugh House war ein Gutsanwesen nahe der Ortschaft Avoch in der schottischen Council Area Highland. Es umfasste ein Herrenhaus, Gärten, Parkanlagen, landwirtschaftliche Flächen sowie mehrere Außengebäude. Das seit dem 14. Jahrhundert belegte Gut zählte zu den Besitztümern der regional vorherrschenden Mackenzies. Im 17. Jahrhundert war es Sitz des für seine Rolle in Hexenprozessen bekannten Juristen und späteren Lord Advocates George Mackenzie of Rosehaugh. Dieser ließ dort das früheste belegte Herrenhaus errichten. Als Sitz der lokalen Mackenzie-Lairds wurde Rosehaugh innerhalb der Familie vererbt. Mit der Zahlungsunfähigkeit von James Mackenzie, 6. Baronet gelangte Rosehaugh in den 1860er Jahren in den Besitz des Kaufmanns James Fletcher, der Rosehaugh reorganisierte und ein besonderes Augenmerk auf die Modernisierung sowie die Ausweitung der land- und viehwirtschaftlichen Aktivitäten legte. Nach dem Tod der Witwe seines Sohnes 1953 erwarb eine Versicherungsgesellschaft das Anwesen aus wirtschaftlichen Interessen.
Rosehaugh House galt nach den deutlichen Erweiterungen und Umgestaltungen der Fletchers als Inbegriff der opulenten Architektur des ausklingenden Viktorianischen Zeitalters. Zum Erhalt des Herrenhauses wären in den 1950er Jahren kostenintensive Instandhaltungsmaßnahmen erforderlich gewesen. Da sie der Besitzerin nicht wirtschaftlich erschienen, wurde das Anwesen 1959 abgebrochen. Erhalten sind lediglich zahlreiche Außenbauwerke, die schrittweise restauriert und als Wohnraum beziehungsweise als Urlaubsdomizile vermietet werden. Insgesamt sind 15 der erhaltenen Außenbauwerke in den schottischen Denkmallisten als Denkmäler der Kategorien B oder C klassifiziert. Hervorzuheben ist die ehemalige Meierei, die als Denkmal der höchsten Kategorie A geschützt ist. Historic Environment Scotland stuft das Anwesen mit seinen ehemaligen Park- und Gartenanlagen durch die Verleihung des höchsten Prädikats „herausragend“ in zwei von sechs Kategorien als besonders bedeutend ein.

## Geschichte

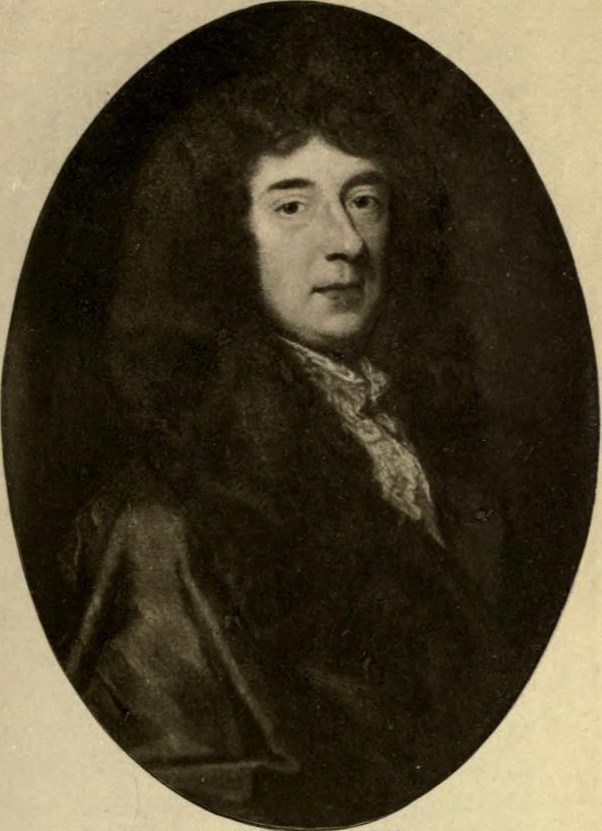
George Mackenzie of Rosehaugh, Gemälde von Godfrey Kneller

Das Anwesen ist erstmals im 14. Jahrhundert belegt. Ursprünglich trug es die Bezeichnung Petconachy (1456), Petquhonochty (1458), Pettenochy (1527), Pittanicty (1745–1750; Roy’s Map of Scotland), dann Pittanochtie. Sie leitet sich möglicherweise von gälisch Pit Dhonnachaidh („Duncans Statt“ oder „Duncans Hof“) ab. Rosehaugh bezeichnete zunächst hingegen die an Pittanochtie angrenzenden Flächen. Der Name setzt sich aus ros(e) („Rose“, ein möglicher Hinweis auf die Wein-Rose, oder gälisch ros(s) für „(Fels)vorsprung“) und haugh (veraltet für Flussaue) zusammen und bedeutet somit entweder „Rosenau(e)“ oder „Au(e) am (Fels)vorsprung“. Der Bach Rosehaugh Burn entspringt auf dem Anwesen und ergießt sich in Avoch als Avoch Burn in die Avoch Bay am Moray Firth.

### Mackenzie-Ära

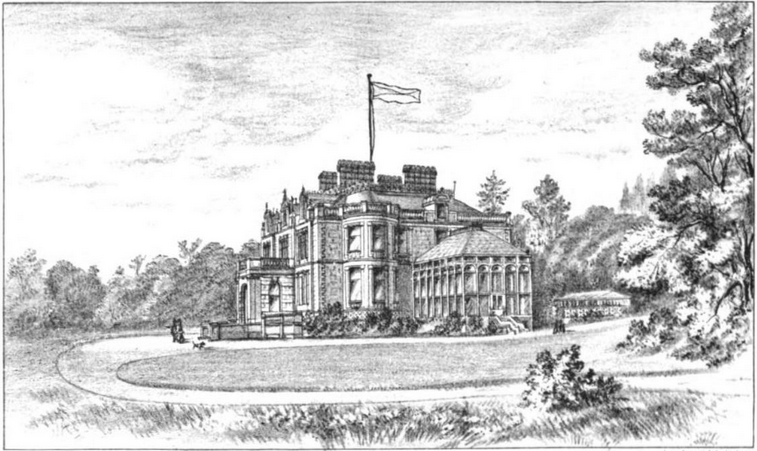
Rosehaugh House, um 1885

Die Güter Pittanochtie und Rosehaugh in der traditionellen Grafschaft Ross-shire zählten zu den Besitztümern der Mackenzies, dem in der Region Easter Ross vorherrschenden Clan. Ab 1662 ist dort ein Haus mit L-förmigem Grundriss und von bescheidenen Abmaßen belegt. In den späten 1660er Jahren erwarb der gebürtig aus Dundee stammende George Mackenzie das Anwesen. Er war der Sohn von Simon Mackenzie of Lochslin Castle und Cousin von Kenneth Mackenzie, 3. Earl of Seaforth. Neben den Dukes of Argyll, Atholl und Gordon zählten die Earls of Seaforth in dieser Zeit zu den vier einflussreichsten Adelslinien der Highlands. George Mackenzie avancierte zu einem der prominentesten schottischen Juristen seiner Zeit. Er wurde 1677 als Lord Advocate installiert und war Mitglied des Privy Council of Scotland, welches den schottischen König beriet. Bekanntheit erlangte Mackenzie durch seine Rolle in Hexenprozessen und der Verfolgung der Covenanter, einer reformierten Bewegung, die sich gegen die Rekatholisierung Schottlands unter Karl II. einsetzte. Aus dieser Rolle heraus erhielt er den Beinamen „Bloody Mackenzie“. Sein Buch Laws and Customs of Scotland in Matters Criminal gilt als das erste Buch zum schottischen Strafrecht. Mit seiner Erhebung in den Ritterstand 1674 nahm George Mackenzie den Namen Sir George Mackenzie of Rosehaugh an, den er vermutlich selbst wählte. 1688, drei Jahren vor seinem Tod, verkaufte er das Anwesen Pittanochtie an den Politiker Kenneth Mackenzie, der 1702/3 zum Baronet erhoben wurde. Rosehaugh behielt George Mackenzie hingegen für seine Erben zurück.
Rosehaugh wurde innerhalb der Linie der Mackenzie-Baronets vererbt. Der Enkel George Mackenzies verkaufte das Anwesen schließlich an George Ross of Pitkerrie. Obschon zeitgenössische Belege fehlen, scheinen die ersten Schritte einer landschaftlichen Entwicklung des Anwesens um diesen Zeitraum zu datieren. Es war Roderick Mackenzie, 4. Baronet, der Rosehaugh und Pittanochtie abermals vereinte. Er ließ dort 1798 das erste belegte Herrenhaus errichten, welches er Rosehaugh House nannte. Das Haus wurde oberhalb des älteren Hauses errichtet, weshalb es ein weiteres Geländepanorama bot. Einer Schätzung zufolge liefen Baukosten zwischen 3000 und 4000 £ auf. Roderick Mackenzies zweiter Sohn James Wemyss Mackenzie, 5. Baronet erbte das Anwesen 1811. Durch seine Heirat mit Henrietta of Suddie, welche das westlich benachbarte Gut Suddie erben sollte, erweiterte sich Rosehaugh um dessen Flächen. James Mackenzie entwickelte Rosehaugh durch die Anlage eines Gutshofs und weiterer landwirtschaftlich genutzter Gebäude in den 1810er Jahren. Im Jahre 1820 wurde der Bau des Staatsstraßenabschnitts zwischen Munlochy und Avoch (heutige A832) vorangetrieben. Diese Straße zerschnitt das Anwesen, sodass die Hauptzufahrt vollkommen neu konzipiert und nach Südwesten zur neuen Straße führend ausgerichtet wurde.
Weitreichende Entwicklungen begannen unter James John Randoll Mackenzie, 6. Baronet, der Rosehaugh mit dem Ableben seines Vaters 1843 erbte. Unter seiner Ägide wurde nicht nur das Herrenhaus signifikant erweitert, sondern auch der Gutshof. Des Weiteren entstanden verschiedene Außengebäude und Quartiere für die Gutsbediensteten. Mackenzie beauftragte den in Edinburgh ansässigen Landschaftsarchitekten C.H.J. Smith mit der Entwicklung der Gärten. Dieser projektierte terrassierte Gärten, die sich südlich des Herrenhauses hangabwärts erstrecken sollten. Obschon Smiths Entwurf nicht ausgeführt wurde, entstanden stattdessen zwischen 1844 und 1850 die 2,4 Hektar umfassenden Gärten südöstlich von Rosehaugh House. Auch weitere Flächen des Anwesens wurden in dieser Phase formalisiert und Wege angelegt. Das Anwesen war 1850 über insgesamt sieben Pforten zugänglich. Konnte Mackenzie in den 1850er Jahren seine laufenden Kredite noch durch den Verkauf von Grundstücken bedienen, war er schließlich 1862 zahlungsunfähig und verließ Schottland gen Frankreich, wo er 1884 verstarb. Zu Zeiten der Mackenzie-Lairds komponierte der Sackpfeifer Donald Cameron den Marsch Rosehaugh House.

### Fletcher-Ära
Mit Mackenzies Bankrott erwarb James Fletcher das 25,9 km² umfassende Rosehaugh zum Preis von 145.000 £. Obschon Fletcher selbst in Elgin in Moray geboren und aufgewachsen war, stammte seine Familie aus Avoch. Fletcher machte sein Vermögen als Kaufmann in Liverpool, wo er mit seinem Bruder das Importunternehmen Jack Bros. gegründet hatte. Die Unternehmung zählte zu den größten britischen Organisationen im Seehandel mit Peru. Fletcher selbst hatte bis 1845 die Niederlassung im peruanischen Arequipa geleitet. Zu ihren wichtigsten Handelsgütern zählten Lama-, Alpaka- und Vikunja-Wolle, die in der Textilindustrie benötigt wurden. Durch Zukäufe erweiterte Fletcher Rosehaugh innerhalb eines kurzen Zeitraums auf eine Fläche von 42,9 km². Obschon er neben seinen Aufgaben als Unternehmensleiter noch zwei landwirtschaftliche Anwesen in Forfarshire bewirtschaftete und in Bergwerke und Eisenbahnunternehmen investierte, wandte Fletcher große Energien zur Weiterentwicklung von Rosehaugh auf. Ein besonderes Augenmerk legte er hierbei auf die Neustrukturierung der gutseigenen Landwirtschaft und der damit einhergehenden Urbarmachung zuvor ungenutzter Landflächen. So ließ er 1335 Hektar Brachland unter den Pflug nehmen. Weitere Flächen ließ er durch die Entwässerung von Mooren erschließen. Zuletzt entwässerte Fletcher durch Anlage eines Systems von 4,5 Meter tiefen Kanälen den 24 Hektar umfassenden Loch Scadden nahe Avoch. Um die Tätigkeiten auf den wachsenden Flächen zu strukturieren, bündelte er die landwirtschaftlichen Betriebe zu Organisationseinheiten, die jeweils 400 bis 600 Hektar bewirtschafteten. Einzig der zentrale Gutshof verwaltete eine Fläche von etwa 2000 Hektar. Mit Alexander Ross betraute Fletcher einen prominenten Architekten der Highlands mit der baulichen Weiterentwicklung Rosehaughs. Diese umfasste nicht nur die Erweiterung und Umgestaltung von Rosehaugh House, sondern auch die Anlage und Überarbeitung zahlreicher Außenbauwerke. Zu dieser Zeit entstanden die Terrassen an der Südseite sowie die östlich anschließenden Gewächshäuser. Der genaue Umfang von Ross’ Arbeiten ist nicht gesichert überliefert.

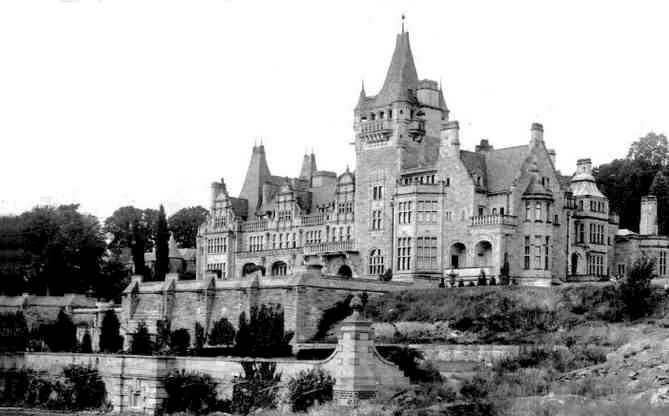
Ostansicht, um 1910

James Fletcher verstarb 1885, womit seine Besitztümer sowie eine hohe Geldsumme an James Douglas Fletcher fielen. Dieser betätigte sich im Tee- und Gummihandel mit Ceylon, wo er Plantagen im Umfang von 11,8 km² beziehungsweise 4,1 km² bewirtschaftete – Fletchers Rosehaugh Tea & Rubber Company wurde 1978 aufgekauft, als Immobilienentwickler Rosehaugh in London betrieben und 1992 abgewickelt. Unter seine Ägide fallen die tiefgreifendsten Entwicklungen des Anwesens. Bis 1903 wandte Fletcher hierzu rund 250.000 £ auf, womit Rosehaugh House als das teuerste private Bauprojekt dieser Zeit im Vereinigten Königreich gilt. Er betraute den aus Glasgow stammenden Architekten William Flockhart, der sein Büro in London betrieb, mit den Planungen. Die Arbeiten umfassten die Anlage eines künstlichen Sees mit Insel, die Stauung des Killen Burns – hierzu war die Umsiedlung mehrerer Familien erforderlich –, der fortan über einen kaskadierenden Wasserfall (Horseshoe Falls) abfloss und einen Stromgenerator antrieb, die Installation weitläufiger Gewächshäuser sowie die Einrichtung terrassierter Gärten südlich des Herrenhauses. Bis 1893 wurde außerdem der Innenraum von Rosehaugh House modernisiert. Nach Beendigung von Flockharts Arbeiten, beauftragte Fletcher den Architekten mit der abermaligen substantiellen Erweiterung des Herrenhauses. Diese wurde zwischen 1898 und 1903 ausgeführt. Stilistisch entsprach das weitgehend von Ross gestaltete Rosehaugh House zu diesem Zeitpunkt in keiner Weise Flockharts Arbeiten. Schließlich entschloss man sich im Zuge der Erweiterung zu einer umfassenden Überarbeitung im Stile der französischen Neorenaissance. Bereits seit 1885 genossen Bürger freie Wegerechte auf dem Anwesen und durften dort Feiern und Veranstaltungen abhalten. Auch Avoch profitierte von den Entwicklungen auf Rosehaugh House. So förderte Fletcher die Installation von Wasserleitungen und Abwasserkanälen und trug so zur Verbesserung der hygienischen Bedingungen im Dorf bei. Verschiedene Gebäude ließ er für die Einwohner errichten und betätigte sich aktiv in lokalen Sport- und kirchlichen Entscheidungsgremien.

### Fletchers Erben
James Douglas Fletcher verstarb 1927 ohne Nachkommen. Das Anwesen fiel an seine Witwe Lilian Maud Stephen. Diese beauftragte den bedeutenden Architekten Edwin Lutyens mit der Anlage einer monumentalen Grab- und Gedenkstätte für ihren verstorbenen Ehemann. 1943 schrieb sie Rosehaugh zum Verkauf aus, nahm es dann jedoch wieder vom Markt. Nach Stephens Ableben 1953 fiel das Anwesen ihrer Nichte Shaw-Mackenzie of Newhall zu, die es im folgenden Jahr veräußerte. Zuvor hatte sie bereits verschiedene Gegenstände aus dem Innen- und Außenbereich an Museen gespendet. Das wesentliche Interesse der erwerbenden Eagle Star Insurance Co. bezog sich auf Rosehaughs Landwirtschaft, die sie wirtschaftlich weiterbetreiben beziehungsweise als parzellierte Flächen veräußern wollten. Zum Erhalt des Herrenhauses hätten zu dieser Zeit nicht unerhebliche Summen investiert werden müssen. Insbesondere die Dacheindeckungen aus Tonziegeln, welche den schottischen Wintern nicht ausreichend widerstanden, anstelle der landesüblichen Schieferdeckung, hätten sich als ein erheblicher Faktor der kostspieligen Restaurierung erwiesen. Da sich kein Käufer für das Herrenhaus fand und seitens der Eigentümer kein Interesse am Erhalt bestand, wurde es 1959 abgebrochen. Zuvor waren im Rahmen einer Auktion vor Ort das Inventar sowie Gegenstände aus den Außenbereichen des Anwesens versteigert worden. Bei der von Thomas Love and Sons aus Perth organisierten Veranstaltung handelte es sich um die größte jemals veranstaltete Auktion auf der Black Isle. Das Angebot umfasste „wertvolle englische, kontinental-europäische, östliche und sonstige Möbel und Einrichtungsgegenstände“. Verschiedene Details der Innenausstattung wie Stuckornamente oder Bibliotheksregale wurden nach Novar House übertragen. Heute befindet sich am Standort eine moderne Villa.
Die Broadland Properties Ltd ist die heutige Inhaberin von Rosehaugh. Ihr Ziel ist die Restaurierung und Umnutzung der erhaltenen Gebäude zu Wohnraum, Büro- und Verkaufsflächen sowie einem Kindergarten. Die lokale Bevölkerung nutzt die Parkanlagen bereits seit Jahren als Erholungsraum. Verschiedene Außengebäude wurden restauriert und werden als Privat- oder Ferienwohnungen vermietet. 2022 wurde die Abtrennung von 39 Grundstücken nahe Avoch zur Wohnbebauung genehmigt.

## Herrenhaus
Das Herrenhaus befand sich etwa zweieinhalb Kilometer nordwestlich von Avoch und fünf Kilometer westlich des Hafenortes Fortrose. Inverness, die „Hauptstadt der Highlands“, liegt zehn Kilometer südlich seines Standorts. Im Osten grenzte Rosehaugh einst an das Anwesen Avoch House, das jedoch 1833 einem verheerenden Brand zum Opfer fiel. Stilistisch galt das Neorenaissancebauwerk als Inbegriff der prachtvollen Architektur der ausklingenden Viktorianischen Ära. Hervorgehoben wurde auch seine opulente und hochwertige innenarchitektonische Ausgestaltung.

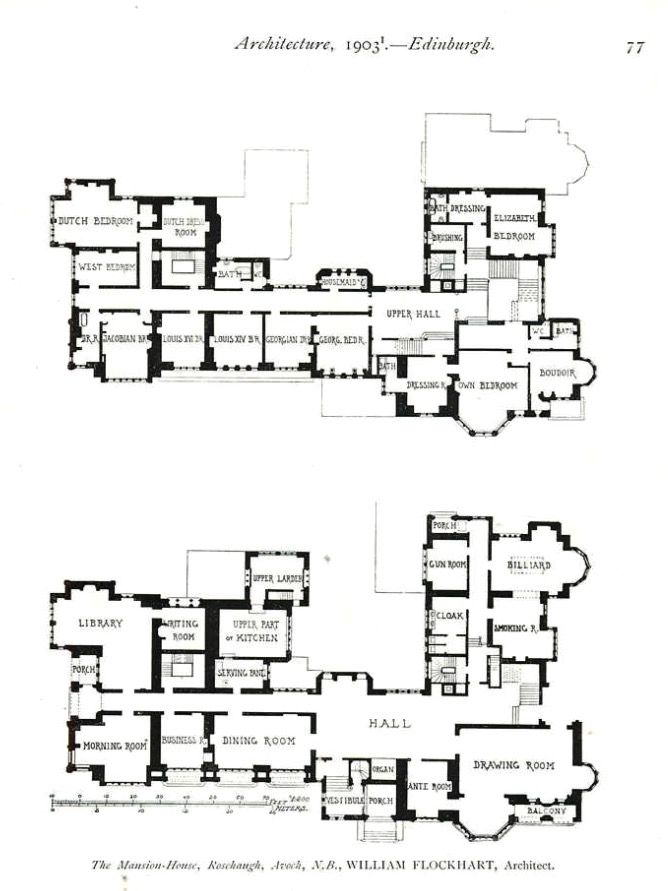
Grundrissplan 1903

Architektonische Details von Flockarts Rosehaugh House sind in der Literatur nur fragmentarisch beschrieben. Seine Entwürfe präsentierte er nach Planungsabschluss der Royal Academy of Arts. Nach Fertigstellung wurde das Herrenhaus in der Fachzeitschrift The British Architect vorgestellt. Obschon es sich faktisch nur um die Erweiterung und Überarbeitung eines bestehenden Gebäudes handelte, kam der Umfang von Flockharts Auftrag einem Neubau gleich. Die Baukosten für das Herrenhaus selbst beliefen sich auf etwa 60.000 £. Zunächst leitete S. D. Adshead die Arbeiten vor Ort. Dieser wurde 1901 durch Flockharts Schwiegersohn, den jungen Leonard Rome Guthrie, ersetzt, der später selbst als Architekt eine gewisse Bedeutung erlangen sollte. Die Bauarbeiten führten Foster and Dicksee aus dem englischen Rugby aus. Rosehaugh House gilt als Flockharts umfangreichstes Werk.
Die roten Sandsteinquader des Schichtenmauerwerks stammten aus einem Steinbruch in der näheren Umgebung. Der zur Akzentuierung eingesetzte graue Granit hingegen wurde auf dem Anwesen selbst gebrochen. Zu den Details zählten zahlreiche Türme und Balkone. Der markante Hauptturm an der Südfassade schloss mit einer bleiernen Wetterfahne, die eine 1,8 Meter lange Galeone mit geblähten Segeln darstellte.

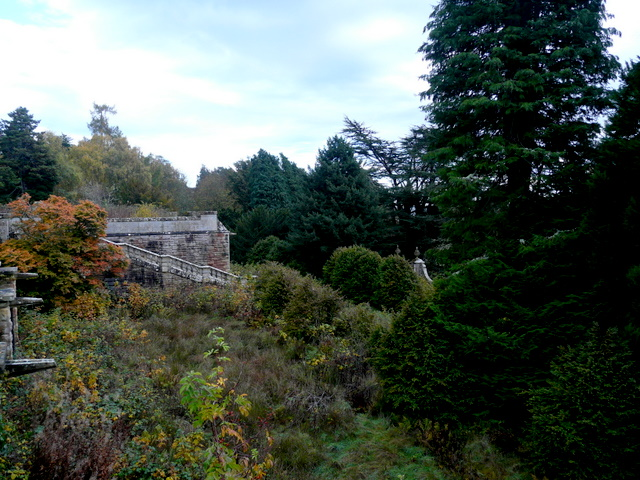
Stützmauer der Terrasse
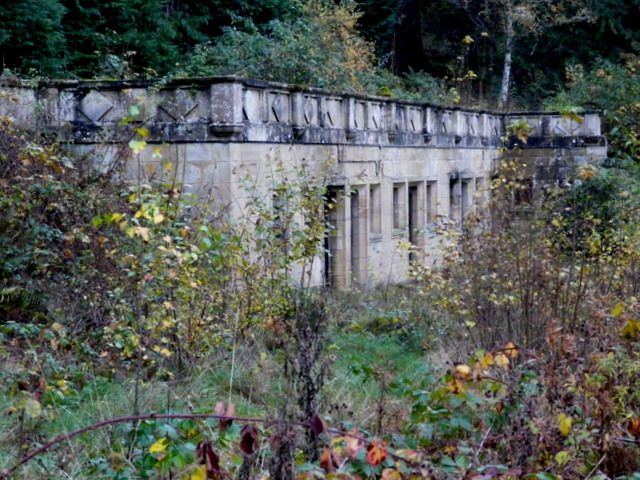
Der ehemalige Weinkeller
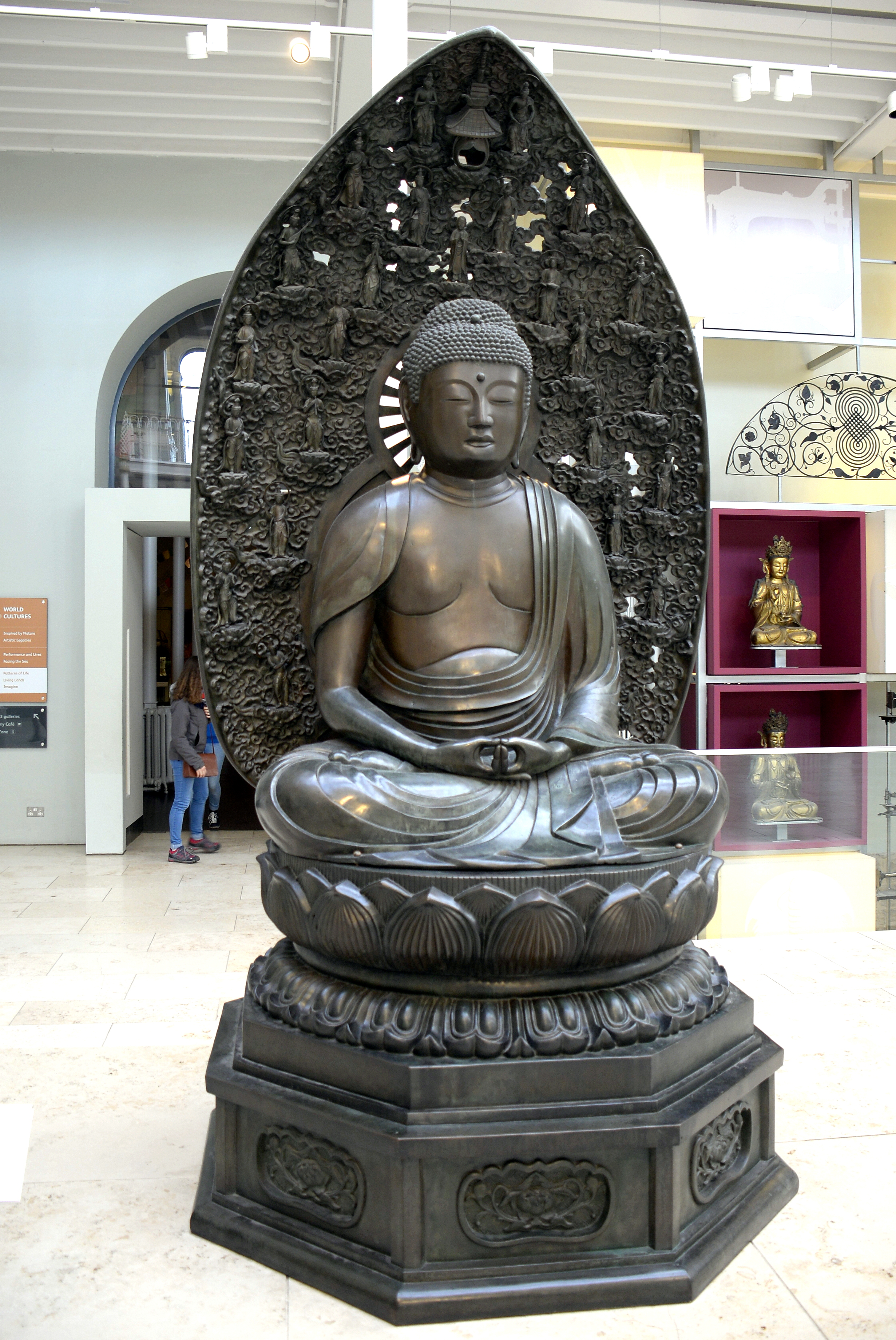
Japanische Buddhastatue aus Rosehaugh House, 1. Hälfte des 19. Jahrhunderts, National Museum of Scotland.

Im Zuge der weitreichenden Arbeiten Flockharts wurden ausdrücklich ausschließlich hochwertige Baustoffe verwendet. Im Erdgeschoss entstanden ein neues Vestibül sowie ein Rauch- und Billardsalon. Im Keller wurde unter einer blauen Kuppel ein Badebereich eingerichtet. Dieser war mit blauen persischen Fliesen ausgekleidet und umfasste ein beheiztes Schwimmbecken, ein Türkisches Bad und einen italienischen Trinkbrunnen. Den Innenraum von Rosehaugh House dominierten Holzarbeiten aus Mahagoni und Teak. Türstöcke waren ebenso wie die offenen Kamine teils üppig ornamentiert. Zur Temperierung war eine frühe Zentralheizung installiert. Sie verfügte über einen Kohlebrenner, der Luft erwärmte, welche dann durch Gitterauslässe in die verschiedenen Räume eingeblasen wurde. Der Kohleverbrauch der Anlage betrug bis zu einer Tonne je Betriebstag. Im Herrenhaus selbst waren zur Aufrechterhaltung des Betriebs 28 Dienstboten tätig. Weitere Kräfte waren für Tätigkeiten in den Außenbereichen des Anwesens angestellt. Heute markiert einzig die hangseitige Stützmauer der Terrasse den ehemaligen Standort von Rosehaugh House. Der ehemalige Weinkeller (Lage: 57° 34′ 21″ N, 4° 12′ 42,2″ W) ist das letzte erhaltene Bauwerk, das direkt mit dem Herrenhaus verbunden war. Das aus dem späten 19. Jahrhundert stammende tudorgotische Gebäude ist im Stile eines Eiskellers in den Hang nördlich des Herrenhauses gebaut. Sein Mauerwerk ist aus polierten Quadern aufgemauert, aus denen auch die rautenornamentierte Brüstung des Flachdachs besteht. Die Beschläge seiner fünf eichenen Außentüren sind mit Andreaskreuzen im Stile des Arts and Crafts Movements ornamentiert.

## Gärten und Parkanlagen
Ihre Ausrichtung legt nahe, dass bereits George Mackenzie of Rosehaugh Zufahrts- und Wirtschaftswege mit dem Herrenhaus im Knotenpunkt anlegen ließ. Über Rosehaughs Parkanlagen des 17. und 18. Jahrhunderts sind jedoch nur wenige Aufzeichnungen vorhanden. Insbesondere James Fletcher veranlasste ihre umfassende Formalisierung und Weiterentwicklung. Zuletzt war Rosehaugh House in eine aufwändig angelegte Landschaft aus formalisierten Gärten und, im Wesentlichen bewaldeten, Parkanlagen eingebettet. Diese stellen eine markante Besonderheit im regionalen Naturraum dar und werten diesen signifikant auf. Dies spiegelt sich in der Einstufung Rosehaughs durch Historic Scotland als Anwesen mit herausragenden landschaftlichen Aspekten wider. Eine Mauer umfriedet das Anwesen auf drei Seiten. Einzig die Nordseite, die topografisch und durch die moorige Landschaft des Shannon Wood abgeschlossen ist, ist ausgespart. Die formalisierten Flächen erstrecken sich vornehmlich südlich und nordwestlich des ehemaligen Standortes des Herrenhauses, wobei die hangabwärts liegenden Flächen südwärts teils durch Stufung und Terrassierung gegliedert sind. Die Parks umfassen eine Reihe verschiedener Spezies, die teils natürlich, teils aufgeforstet wurden. In der näheren Umgebung von Rosehaugh House fällt die zunehmende Artenvielfalt auf.

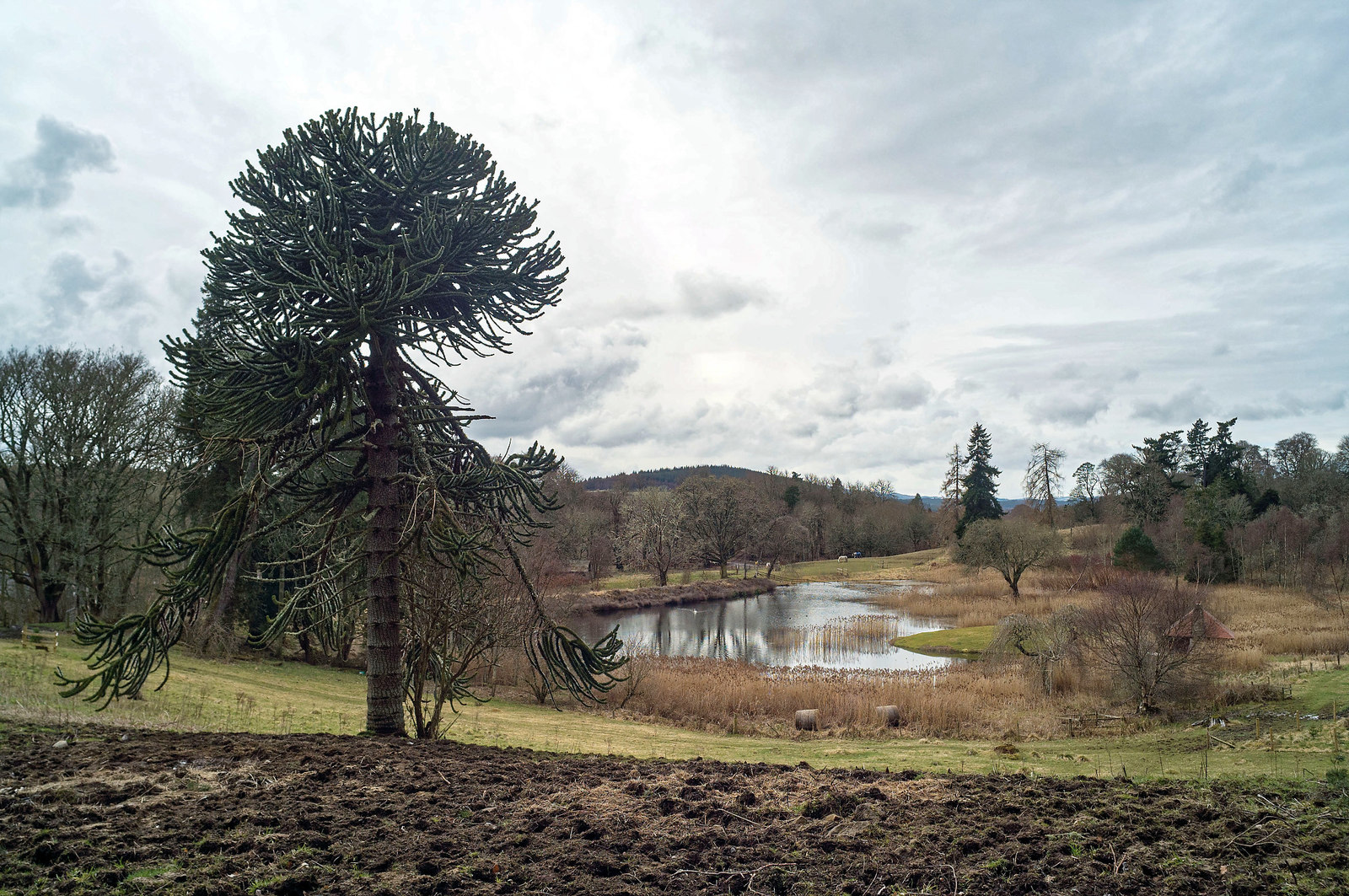
Künstlicher See, teilweise schilfüberwachsen

Das ornamentale Herzstück der Anlage bildet ein 2,4 Hektar bedeckender künstlicher See im Südteil, dessen Fläche heute durch Schilfbewuchs reduziert erscheint (Lage: 57° 34′ 14,1″ N, 4° 12′ 32,9″ W). Sein um 1900 entstandenes Bootshaus (Lage: 57° 34′ 15,3″ N, 4° 12′ 32,2″ W) wurde zwischenzeitlich restauriert. Holzverblendungen verdecken weite Teile seines Feldsteinmauerwerks. Das ehemals pfannengedeckte Dach ist heute mit Flachziegeln eingedeckt. Der Kamin sowie die Holzvertäfelungen im Innenraum sind erhalten geblieben. Welcher Architekt die Planung des Bootshauses ausführte, ist nicht überliefert. Es stammt jedoch aus dem Zeitraum von Flockarts Arbeiten. Ein weiteres, ebenfalls um 1900 errichtetes Bootshaus (West Lake Boathouse oder Duck Lake Boathouse) liegt am Stausee südwestlich von Rosehaugh House (Lage: 57° 34′ 14″ N, 4° 13′ 10,8″ W). Sein Feldsteinmauerwerk ist ebenfalls weitgehend holzverkleidet. Der Aufenthaltsraum im Obergeschoss ist mit einem auf Stützbalken gelagerten Holzbalkon ausgeführt, der sich entlang dreier Seiten erstreckt. Im frühen 21. Jahrhundert wurde das zwischenzeitlich verfallene Gebäude restauriert, erweitert und zu Wohnzwecken umgenutzt. Der in diesem Zuge angebaute Kreuzgiebel fügt sich in den ursprünglichen Stil ein. Der durch Stauung des Killen Burns gebildete See diente im Wesentlichen der Nutzung von Wasserkraft. Das ehemalige Generatorhaus, welches das Anwesen mit elektrischem Strom versorgte, liegt unterhalb (Lage: 57° 34′ 10,1″ N, 4° 12′ 58,2″ W). Nach einem Dammbruch im Jahre 1945 oder 1946 sind Stauhöhe und Seefläche heute reduziert, was sich in der erhöhten Position des Bootshauses widerspiegelt, das einst eine Position direkt am Seeufer einnahm. Stilistische Details legen nahe, dass Flockhart das um 1900 errichtete Generatorhaus nicht selbst plante. Es weist einen grob L-förmigen Grundriss auf. Polierte und rustizierte Details heben sich von dem bossierten Natursteinmauerwerk ab. Verschiedene Öffnungen schließen mit Tudorbögen. In das Pyramidendach des südlichen Schenkels sind Lüftungsöffnungen eingebracht. Das aus dem Stausee abfließende Wasser wurde unterirdisch unterhalb des Generatorhauses geführt. Im Rahmen der Restaurierungsarbeiten wurde es zu einem Ferienhaus umgenutzt.

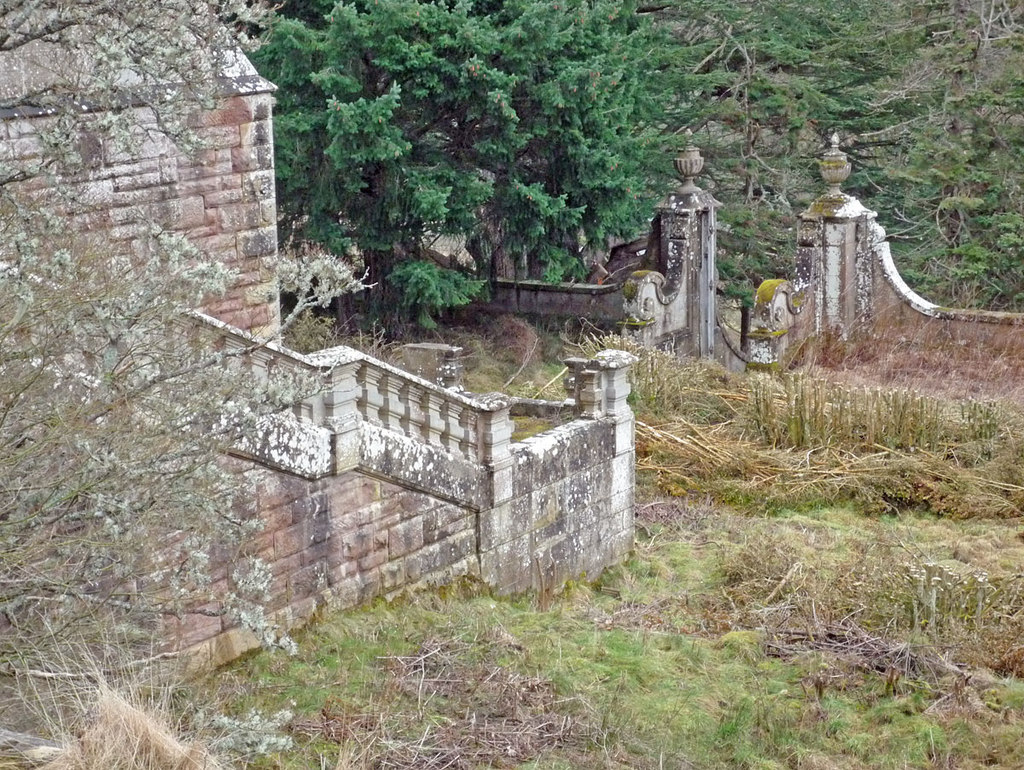
Abgang zu den Gärten
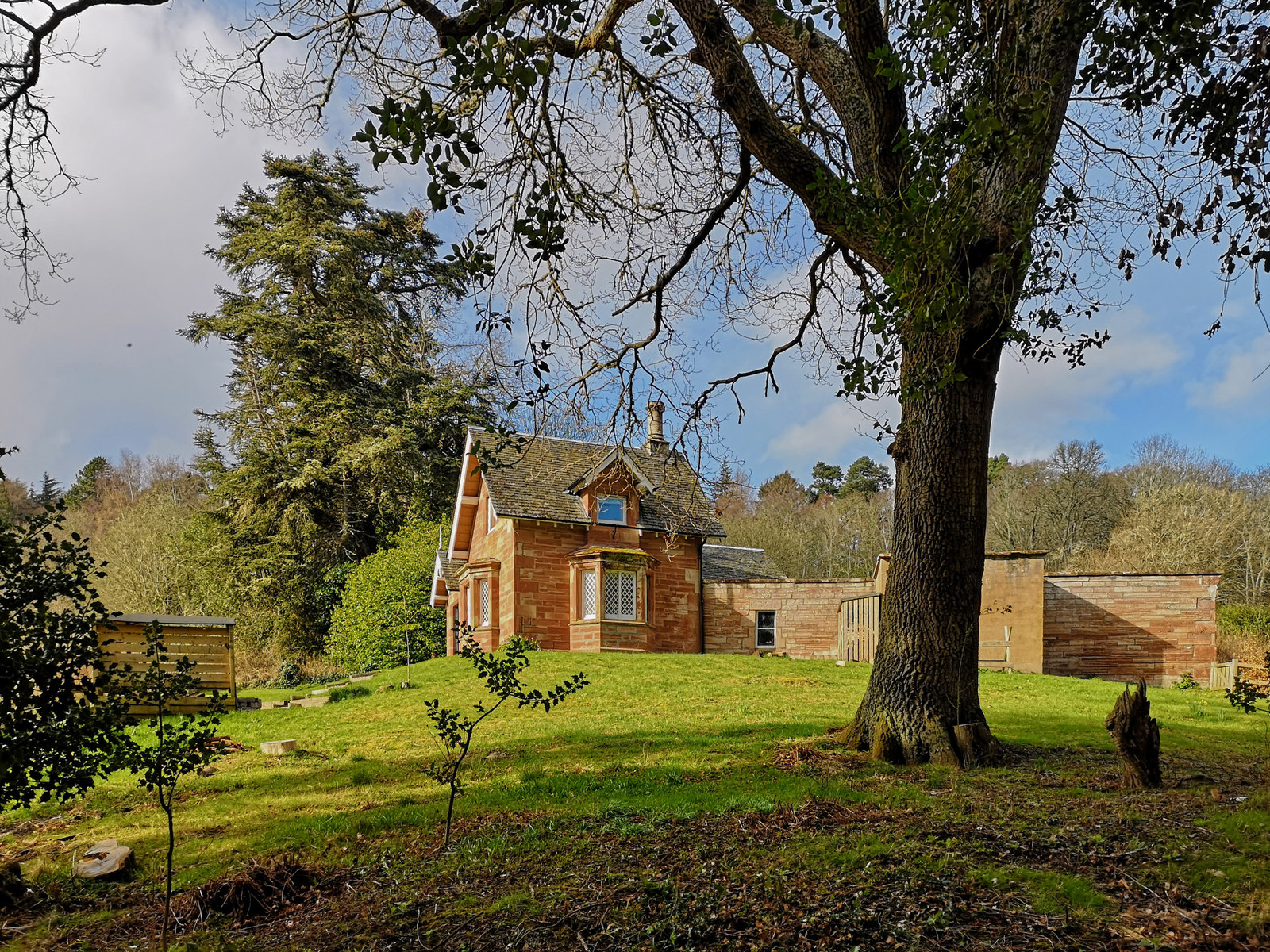
Gärtnerhaus
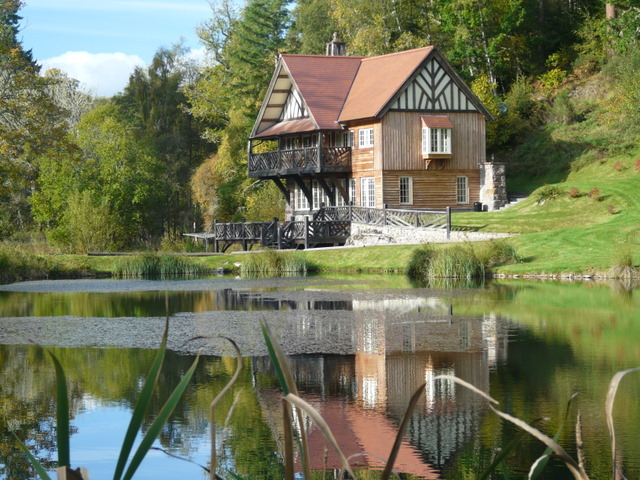
Nordufer des Stausees mit dem Duck Lake Boathouse
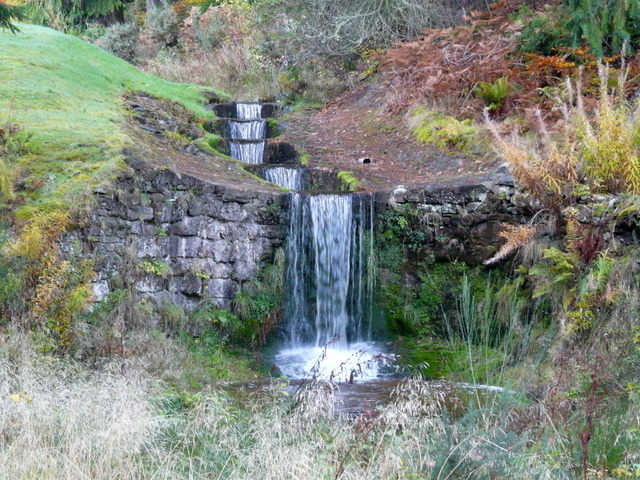
Künstlicher Wasserfall am Killen Burn
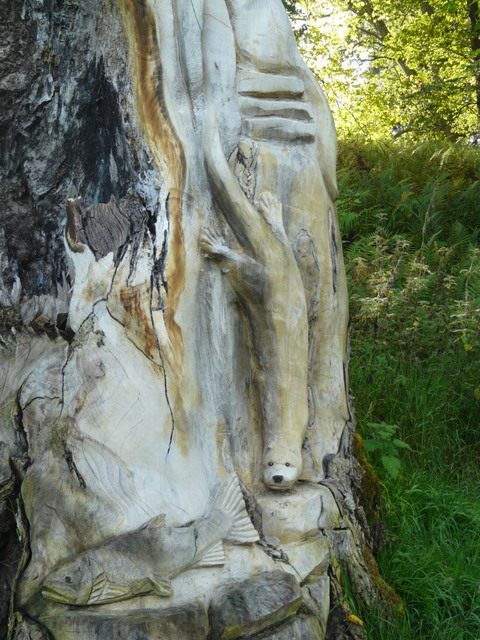
Baumstumpf mit dekorativer Schnitzerei

In den 1840er Jahren ließ James John Randoll Mackenzie Gärten südöstlich von Rosehaugh House anlegen. Sie wurden später sowohl durch Ross als auch durch Flockhart überarbeitet. Die südöstlich gelegenen, 2,4 Hektar umfassenden Gärten sind in zwei Terrassen gegliedert. In die umfriedende Bruchsteinmauer mit Betonkappe sind verschiedene ornamental ausgestaltete Pforten eingelassen. Die südliche Stützmauer scheint in zwei Phasen entstanden zu sein. Sie wurde durch Flockhart mit Stützpfeilern versehen und zu einer Gesamthöhe von drei Metern aufgemauert. An den pilastrierten Pfeilern der Pforten wurden möglicherweise beim Umbau des Herrenhauses anfallende alte Fragmente ornamentierend eingesetzt. Der Aufbau der Gärten ist auf Fotografien erhalten. Ein größerer Garten befand sich ein kurzes Stück östlich des Herrenhauses. Entlang seiner gesamten Nordmauer (etwa 200 Meter Länge) erstreckten sich beheizte Gewächshäuser, die unter anderem eine Farnaufzucht, die Errichtung fällt in den Zeitraum der ausklingenden Pteridomanie, umfassten. Das tragende Holzgerüst der Glashäuser bestand aus Teak mit bronzenen Beschlägen. Die Böden zierten Mosaike. Ihr Hersteller Mackenzie & Moncur verwendete in seinen Verkaufsprospekten Fotografien der Gewächshäuser als repräsentative Modellanlage. Am südlichen Abschluss ist eine ehemals als Hecke dienende Zypressenzeile erhalten. Der Garten selbst ist verwildert und liefert wenig Rückschlüsse über seinen ehemaligen Aufbau. Ein Weg trennt heute das südliche, nördlich der Meierei gelegene Drittel ab. Östlich des Gartens befindet sich das um 1845 errichtete Gärtnerhaus (Lage: 57° 34′ 23,3″ N, 4° 12′ 15,1″ W). Das Mauerwerk des asymmetrisch aufgebauten eingeschossigen Gebäudes ist aus roten Steinquadern aufgemauert. Ebenso wie die Dachgauben ist der im Innenwinkel gelegene Haupteingang des Gärtnerhauses mit schlichtem Ortgang ausgeführt. Eine abgekantete Auslucht tritt aus der Fassade heraus. An der Südostseite wurde später ein Anbau ergänzt. Sein Dach ist mit Schiefer eingedeckt.

## Wege und Infrastruktur
Im Laufe der Jahrhunderte wurde ein Wegenetz etabliert. Mit Rosehaugh House im Fokus verbindet es das Herrenhaus mit den verschiedenen Pforten und Außengebäuden. Mit der Fertigstellung der neuen Staatsstraße (heutige A832) im Jahre 1820 wurde zu dieser ein neuer Zufahrtsweg nach Südwesten geschaffen, der künftig die Hauptzufahrt bildete. Die abseits der Straße jenseits der Südwestpforte befindliche West Lodge steht etwa 1,3 Kilometer südlich von Rosehaugh House (Lage: 57° 33′ 41,8″ N, 4° 13′ 5″ W). Sie wurde 1870 nach einem Entwurf von Alexander Ross im Italianate Style erbaut. Im Einklang mit den Charakteristika dieses Baustils weist die Fassadengestaltung des eingeschossigen Gebäudes keine Symmetrie auf. Das Rundbogenportal an einem vorspringenden Bauteil an der Ostseite ist mit ornamentierendem Schlussstein ausgeführt. Pilaster flankieren das Zwillingsfenster links, das mit einer Balusterschürze ornamentiert ist. Den Fries unterhalb der Konsolen des Traufgesimses schmücken Triglyphen. Das Satteldach ist schiefergedeckt. Die Pforte ist mit vier ornamentierten, Urnen-bestandenen Pfeilern ausgeführt, welche den zentralen Hauptweg und die flankierenden Fußgängerpforten begrenzen. Von den gusseisernen Toren sind nur die einflügligen flankierenden Tore erhalten. Zu beiden Seiten sind Zäune auf niedrigen Mauern fortgeführt. Sie entsprechen in ihrer Ausführung jener der Tore. Westlich des Gutshofs quert der Weg über eine einbogige Bogenbrücke den Killen Burn (Lage: 57° 34′ 7,9″ N, 4° 12′ 37,9″ W). Ihre Feldsteinbrüstung mit polierten Natursteindetails fächert zu beiden Seiten geschwungen auf. Ihre Zwickel sind rustiziert ausgeführt.

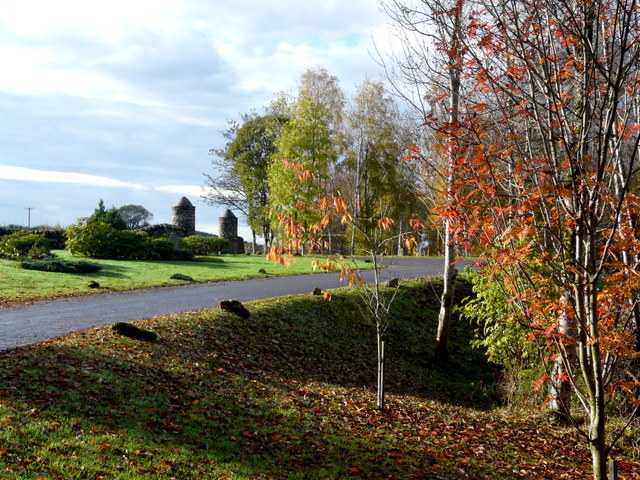
Hauptweg mit Pforte nahe der A832
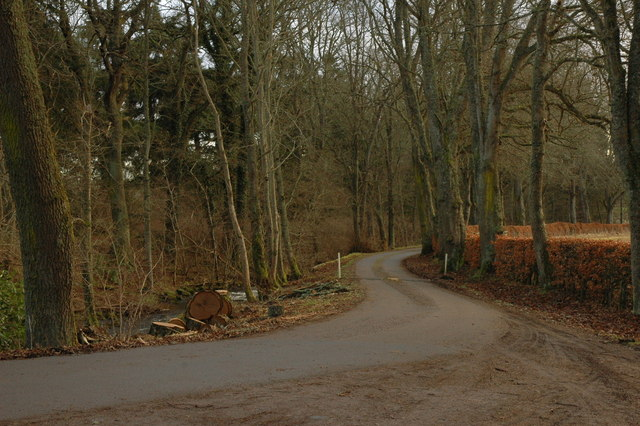
Hauptweg nahe der Querung des Killen Burns
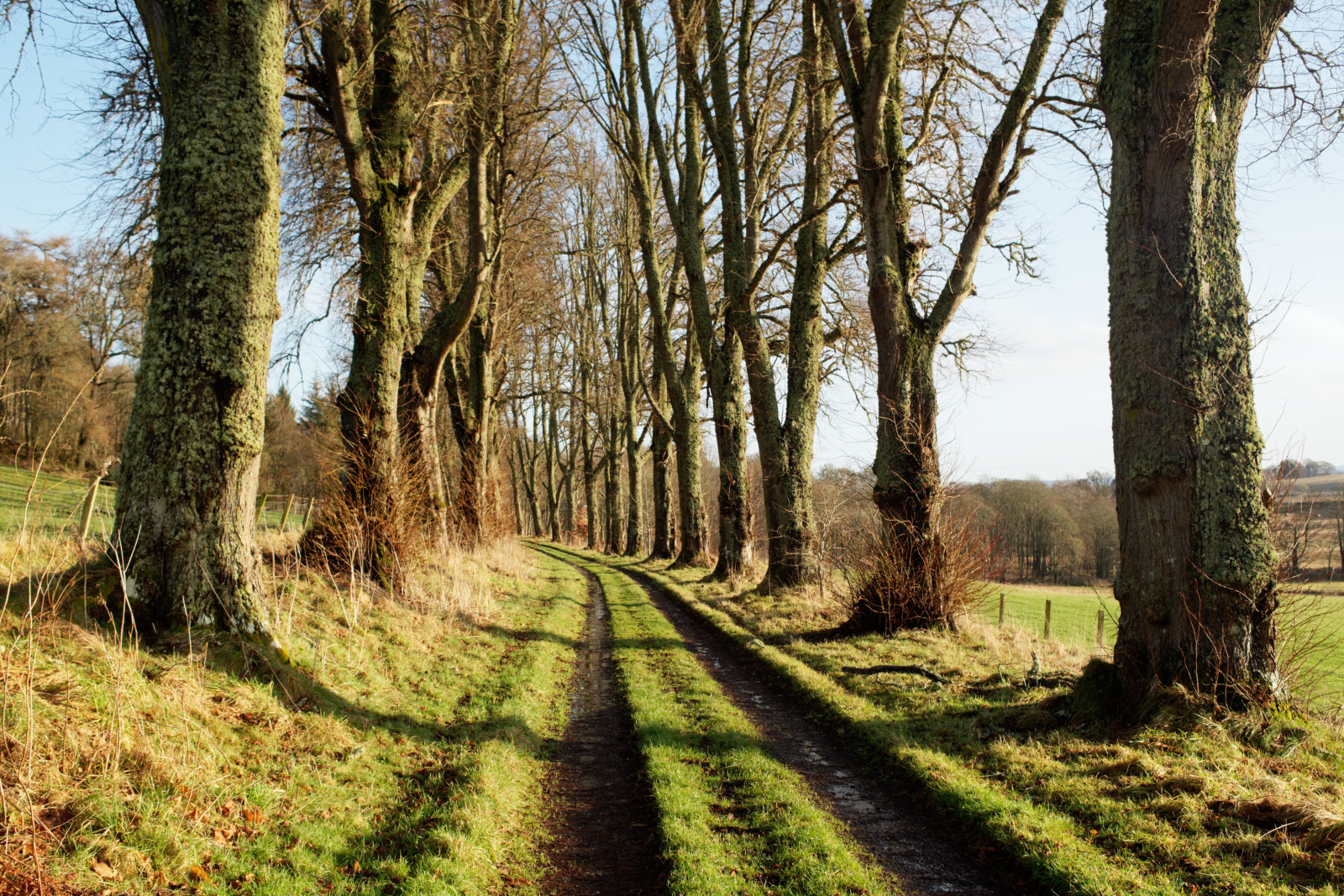
Abschnitt der südlicher verlaufenden der beiden Ost-West-Verbindungen

Infrastrukturell bedeutend für das Anwesen sind zwei in Ost-West-Richtung geführte Hauptwege, die zwischen See und Gutshof beziehungsweise an der Südflanke des ehemaligen Herrenhauses vorbei über das niedergebrannte Avoch House führen und beide in Avoch enden. Infolge von Zukäufen an der Ostflanke musste die Ostpforte mit der East Lodge entlang des südlicheren der beiden Wege 1871 an neuer Stelle errichtet werden, um die neue Außengrenze des Anwesens zu markieren (heutige Lage: 57° 34′ 20,9″ N, 4° 11′ 22,4″ W). Die von Alexander Ross geplante East Lodge entstand 1873 und wurde drei Jahre später von diesem überarbeitet. Entlang des nördlicheren Weges steht mit Burnthouse (Lage: 57° 34′ 23,2″ N, 4° 10′ 59,4″ W) eine Besonderheit, da es sich ursprünglich um einen zu Avoch House gehörenden Flügel, genauer um den aus dem frühen 19. Jahrhundert stammenden Wirtschaftsflügel, handelte, welcher den verheerenden Brand überstand. Die Fassaden des zweigeschossigen, drei Achsen weiten Gebäudes mit Eckrisaliten sind Harl-verputzt. Rechts führt ein segmentbogiger Torweg zu dem etwas jüngeren Haus dahinter. Der Weg quert nahe dem Gärtnerhaus einen wasserführenden Graben. Die einbogige Brücke stammt aus dem späteren 19. Jahrhundert (Lage: 57° 34′ 22,1″ N, 4° 12′ 9,9″ W). Sie wurde im Rahmen der Verlegung der East Lodge 1876 von Alexander Ross überarbeitet. Ein Zierband fasst ihren ausgemauerten Segmentbogen ein. Zu beiden Seiten fächern ihre Brüstungen geschwungen auf.
Da James Douglas Fletcher über mehrere Jahre den Direktorenposten der Highland Railway bekleidete, verfügte Rosehaugh House über einen Privathalt entlang der in diesem Zeitraum erbauten Stichbahn zwischen Muir of Ord und Fortrose. Dieser befand sich an der Nordseite der Trasse südwestlich des Herrenhauses. Auf dieser Strecke wurde der Passagierverkehr 1951 und der Güterverkehr 1960 eingestellt.

## Land- und Viehwirtschaft
Bereits während der Mackenzie-Ära verfügte Rosehaugh über land- und viehwirtschaftliche Einrichtungen im gutsüblichen Ausmaß. 1871, zu Zeiten James Fletchers, jedoch noch vor dem deutlichen Ausbau der landwirtschaftlichen Aktivitäten, bewirtschaftete Rosehaugh House Äcker mit einer Gesamtfläche von 356 Hektar, woraus ein Erlös von 105 £ erzielt wurde. James Douglas Fletcher reorganisierte die wirtschaftlichen Aktivitäten und baute sie in signifikantem Umfang aus. Er verfolgte hierbei einen subsistenzwirtschaftlichen Ansatz und zielte somit auf die Selbstversorgung des Anwesens mit sämtlichen benötigten Nahrungsmitteln ab. Hierzu trieb er die Weiterentwicklung von Anbaumethoden voran und führte nicht-regionale Feldfrüchte und Tierrassen ein. Weiterführend sicherte er durch Nutzung von Wasserkraft auch die Stromversorgung von Rosehaugh. Das Highland-Pony Jock von Fletchers Gestüt avancierte zum Lieblingspferd König Georgs V. und begleitete auf seinem Trauerzug den aufgebahrten königlichen Sarg. Der zuletzt hervorstechende Wert von Rosehaughs Landwirtschaft manifestierte sich auch beim Kauf durch die Eagle Star Insurance Co., deren wesentliches Interesse den landwirtschaftlichen Einrichtungen galt.

### Gutshof
Nahe der Brücke über den Killen Burn und dem künstlichen See steht der ehemalige Gutshof abseits des südlichen Hauptwegs (Lage: 57° 34′ 9,4″ N, 4° 12′ 24″ W). Der klassizistisch ausgestaltete Komplex wurde um 1811 errichtet. In den 1830er und 1840er Jahren wurde er erweitert. Nach einem verheerenden Brand in den 1960er Jahren ist nur der Ostteil des Komplexes erhalten geblieben. Obschon kein Denkmalschutz besteht, ist er im Register Buildings at Risk verzeichnet. 2013 wurde der Zustand des ehemaligen Gutshofes als schlecht bei gleichzeitig moderater Gefährdung eingestuft. Neben Wohnbereichen umfasste er separierte Stallbereiche für Pferde, Schweine und Milchkühe sowie die Lammaufzucht. Zum Komplex gehören des Weiteren allgemeine Lagerbereiche und Futtermittelscheunen sowie ein Maschinenhaus und eine Schwerlastwaage. Die Satteldächer des Gutshofs sind mit Wellblech eingedeckt.

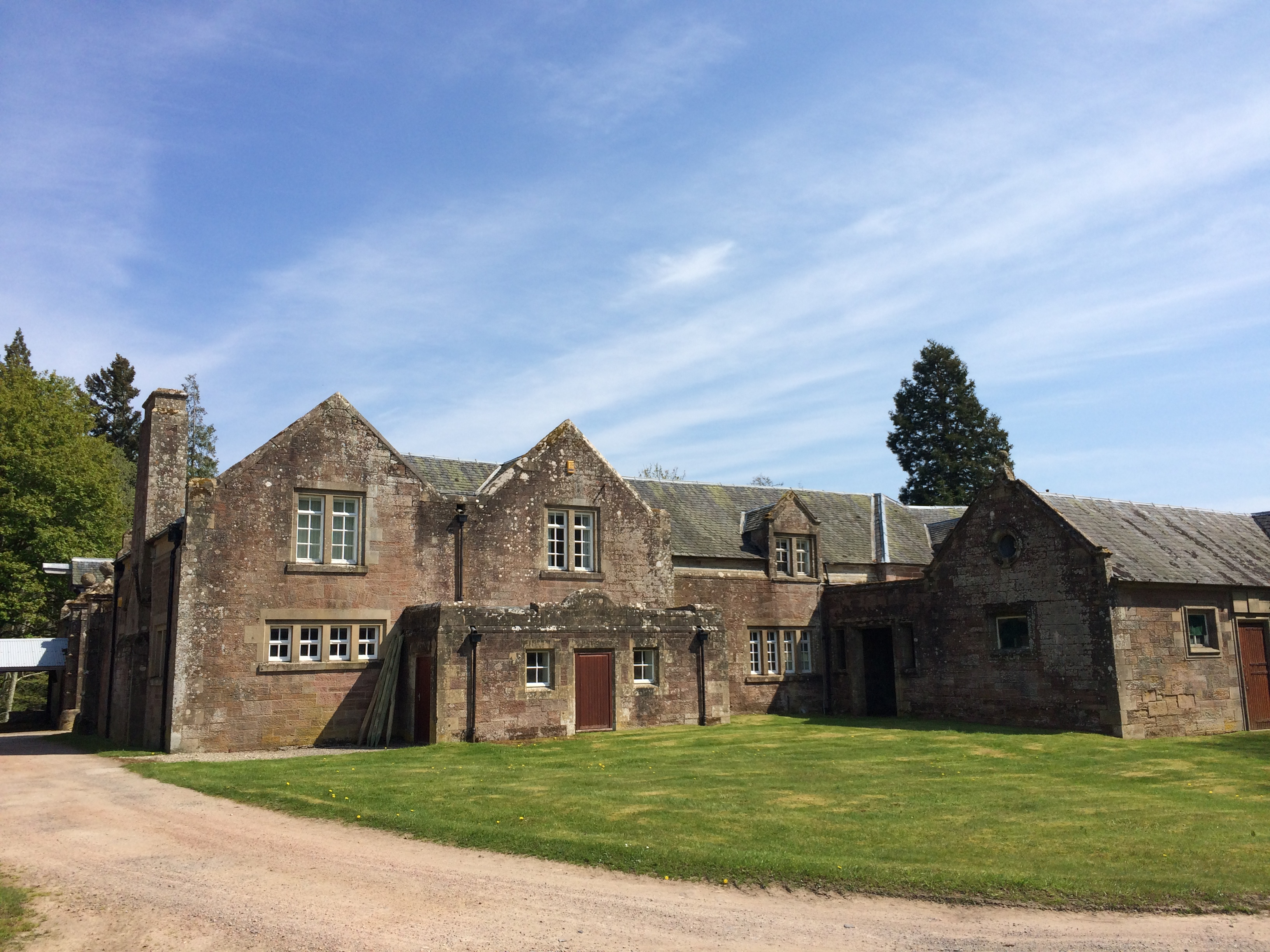
Die Stallungen von Westen

### Stallungen
Die ersten Stallungen des Anwesens ließ vermutlich James Wemyss Mackenzie um 1810 errichten (Lage: 57° 34′ 20,2″ N, 4° 12′ 48,9″ W). Im Laufe mehrerer Jahrzehnte wurden die ein kurzes Stück westlich von Rosehaugh House befindlichen Stallungen mehrfach erweitert und überarbeitet. Im mittleren 19. Jahrhundert beauftragte James John Randoll Mackenzie die signifikante Erweiterung des bestehenden Komplexes. Eine erneute Erweiterung erfolgte 1874 nach Planungen von Alexander Ross. In diesem Zuge wurde auch eine umfassende Modernisierung vollzogen. Zuletzt wurde Flockhart um 1900 mit der Überarbeitung betraut. Unter Mackenzie entstand ein U-förmiger Komplex, bei dem längliche Gebäude einen Innenhof auf drei Seiten umschließen, wohingegen die nordwestweisende Stirnfront offen blieb. Heute stammt nur noch der östliche Schenkel aus dieser Bauphase, während die westlichen und nördlichen Gebäudeteile sowie der außenliegende westliche Anbau 1874 entstanden oder massiv überarbeitet wurden. In dem Komplex sind heute Werkstätten untergebracht.
Das Mauerwerk der ein- bis zweigeschossigen Gebäude besteht aus ungleichförmigen rötlichen Steinquadern mit polierten Einfassungen und Ecksteinen. Entlang der neueren Schenkel sind verschiedentlich gekuppelte Fenster mit steinernen Pfosten eingelassen, während ältere Fensteröffnungen am Ostschenkel teils mit Bruchsteinmauerwerk verschlossen wurden. Aus der sieben Achsen weiten, jedoch asymmetrisch aufgebauten Südseite, die rechts mit einem Rundturm mit Kegeldach abschließt, tritt ein Risalit mit Kreuzgiebel heraus. Ihr Schieferdach ist mit Lukarnen und einem wuchtigen, traufständigen Kamin an der Nordflanke ausgeführt. Der Überarbeitung durch Flockhart entstammt die Ornamentierung mit Motiven der Arts-and-Crafts-Bewegung. Ein modernes Dach überspannt den Innenhof.

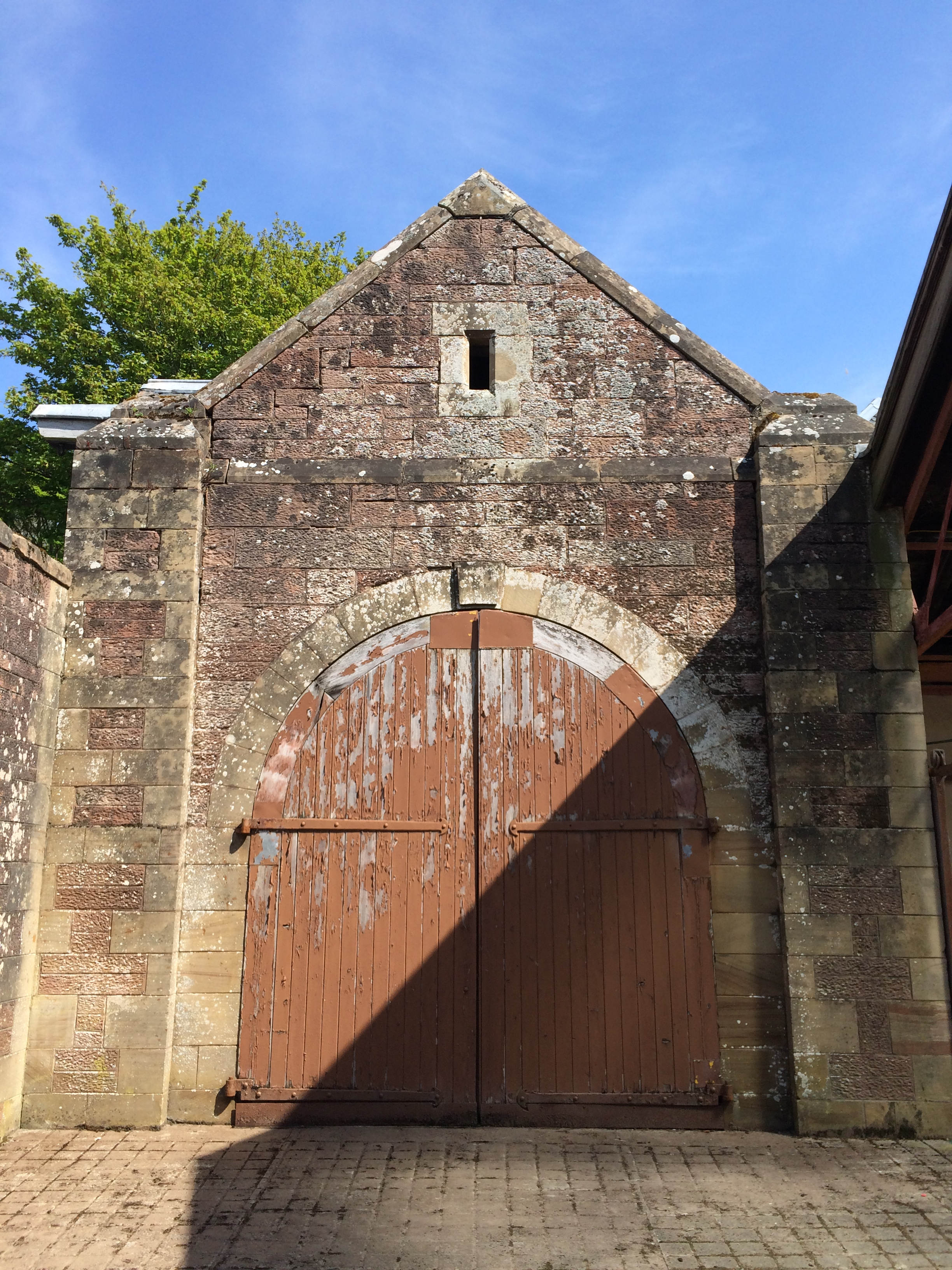
Tor an der Westseite
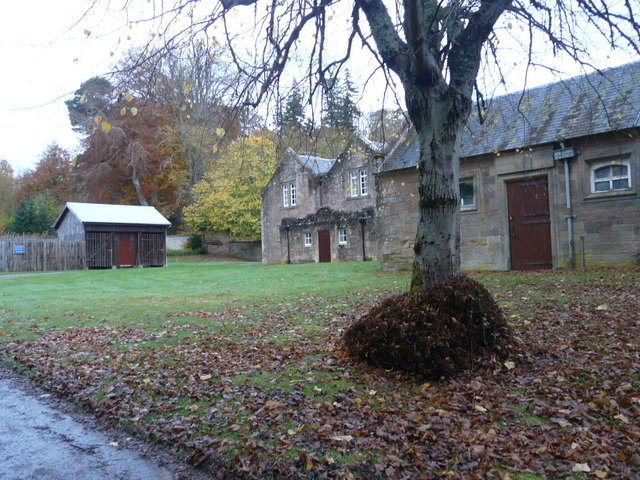
Rechts der außenliegende Bau an der Westseite
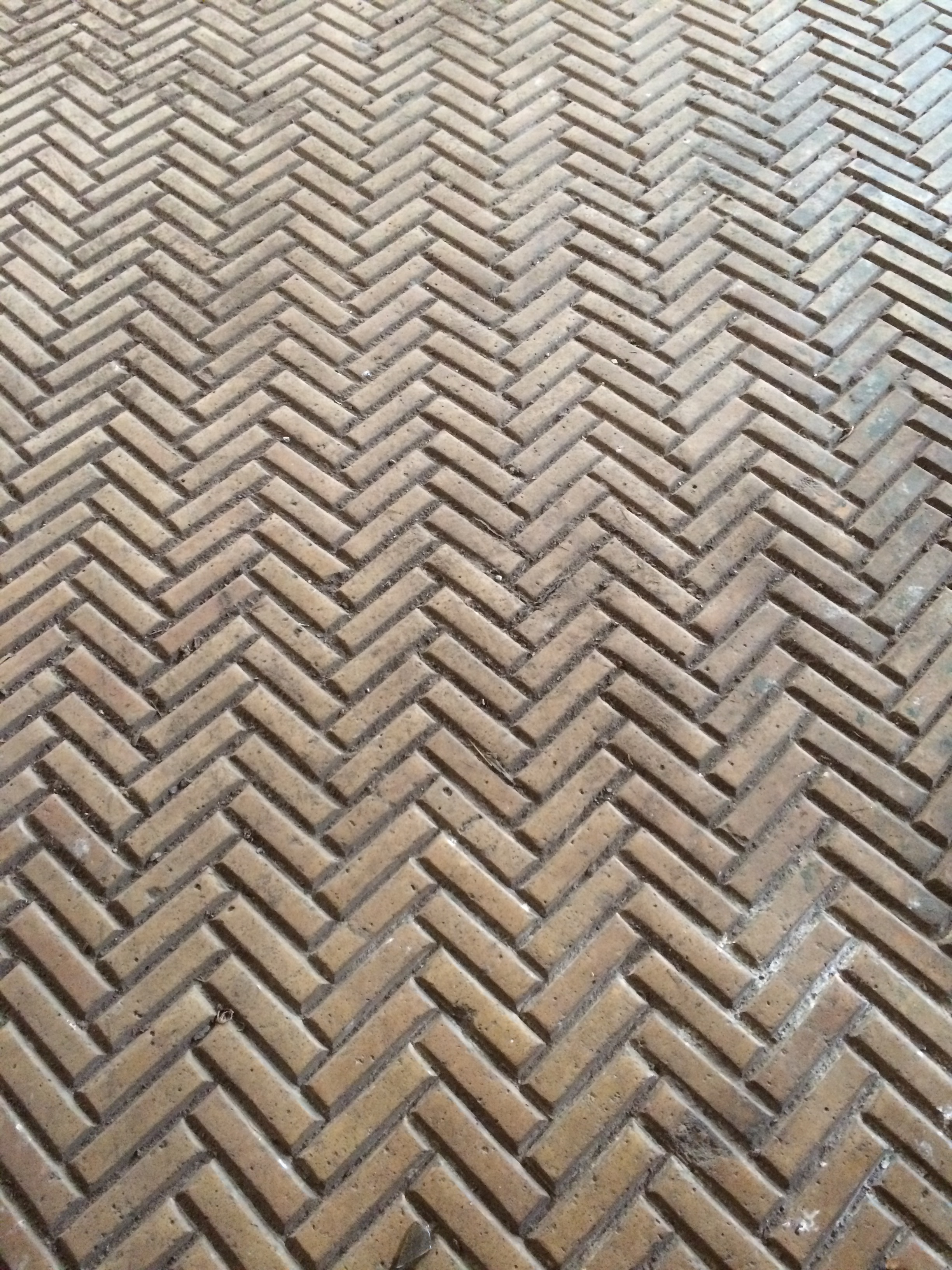
Boden der Stallungen

Zugehörig ist ein eingeschossiges Cottage aus dem mittleren 19. Jahrhundert, welches dem Komplex südlich vorgelagert ist (Lage: 57° 34′ 19,2″ N, 4° 12′ 48,9″ W). Seine südexponierte Hauptfassade ist drei Achsen weit. Kleine Fenster mit abschließenden Vierpässen flankieren die zentral eingelassene Eingangstür. Diese verdacht ein schmuckloses Gesims, dessen Gestaltung an den Architrav eines Gebälks erinnert. Ursprünglich waren zwölfflächige Sprossenfenster eingesetzt, die nur noch teilweise erhalten sind. Das abschließende Walmdach ist mit Schiefer eingedeckt.

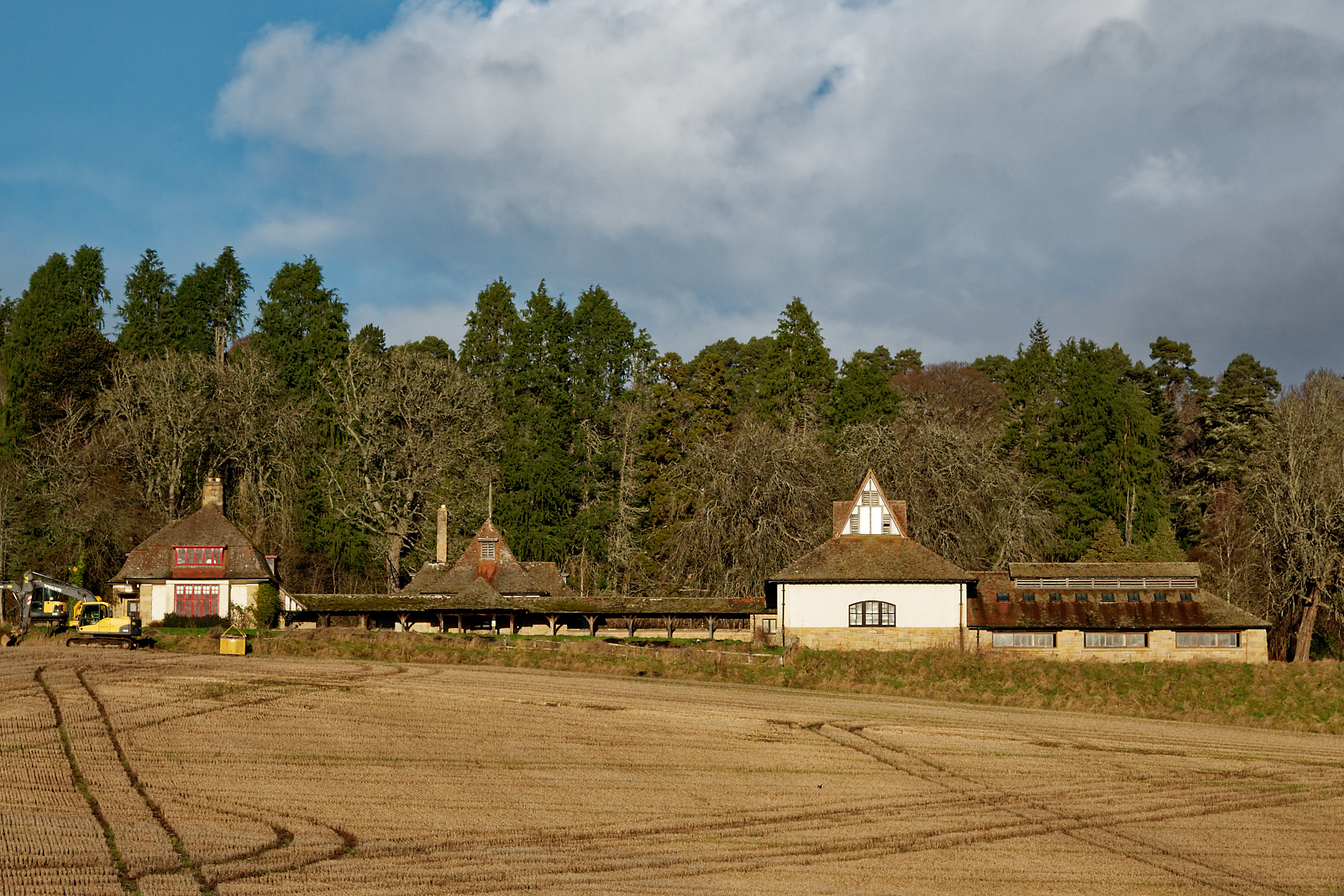
Panorama der Südseite

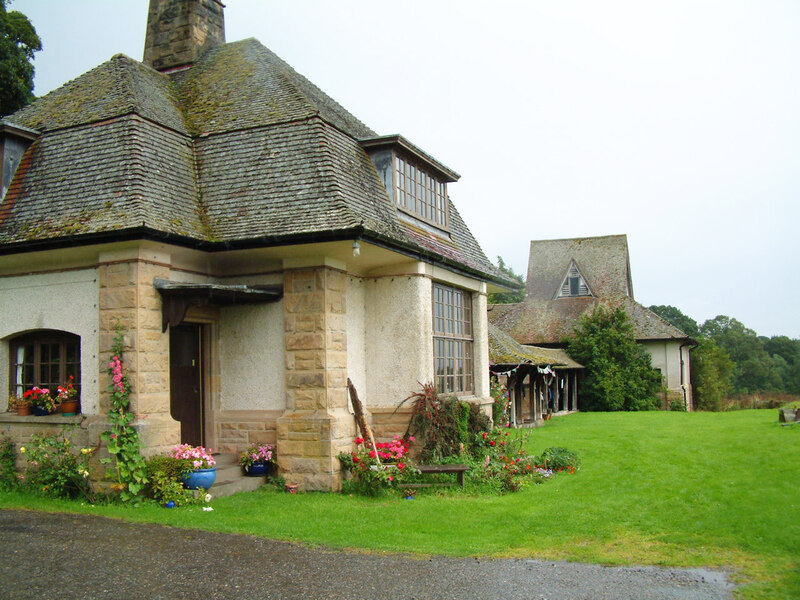
Nahansicht von Südwesten

### The Dairy
Die Meierei (englisch Dairy) zählt zu den jüngsten Bauwerken Rosehaughs (Lage: 57° 34′ 18,8″ N, 4° 12′ 18,8″ W). Sie wurde 1907 nach einem Entwurf Flockharts errichtet. Der Komplex diente der ausschließlichen und vollumfänglichen Versorgung des Anwesens mit Milchprodukten. Dabei agierte die Meierei eigenständig und war organisatorisch vom Gutshof abgekoppelt. Zur Milchproduktion unterhielt sie eine eigene Herde Jersey-Rinder. Sämtliche Prozessschritte im Zusammenhang mit der Produktion von Milch, Butter und Käse wurden innerhalb dieses Komplexes ausgeführt. Obschon nur zur Deckung des Eigenbedarfs konzipiert, wurden zu Kriegszeiten auch Milchprodukte an die Bevölkerung abgegeben. Die Meierei ist als einziges Bauwerk Rosehaughs in die höchste Denkmalkategorie A eingestuft.
Der Komplex befindet sich abseits des Hauptwegs rund 150 Meter nordöstlich des Sees. Stilistisch ist der langgezogene Gebäudekomplex in die Rückbesinnung auf die traditionelle Architektur im Sinne der Arts-and-Crafts-Bewegung einzuordnen und bewusst asymmetrisch aufgebaut. Die ein- oder zweigeschossigen Gebäude umfassen untergliederte Wirtschafts- und Wohnbereiche. Ihre Fassaden sind teilweise Harl-verputzt. Markant sind die beiden Cottages, welche eine Kolonnade aus grob behauenen Eichenpfeilern verbindet, die ein naiver Portikus durchbricht. Ihre Plinthen sind als Bossenwerk ausgeführt. Ihre markanten Dächer sind mit rotem Flachziegel eingedeckt.

## Weitere Außenbauwerke

### Gray’s Cottage
Rund 200 Meter nordwestlich des Standortes von Rosehaugh House, nördlich der Stallungen befindet sich Gray’s Cottage (Lage: 57° 34′ 25,5″ N, 4° 12′ 52,4″ W). Das im Stile der traditionellen englischen Architektur und mit Arts-and-Crafts-Motiven ausgestaltete Cottage ließ Fletcher um 1900 nach einem Entwurf Flockharts als Wohngebäude seines Dieners errichten. Markant sind das flachziegel- und schiefergedeckte Mansarddach mit schmiedeeiserner Wetterfahne und der wuchtige, firstständige Kamin als Abschluss eines flachen Kreuzgiebels. Den östlichen Giebel des zweigeschossigen, asymmetrisch aufgebauten Gebäudes ziert ein schlichtes Ständerfachwerk. Die Öffnung der Eingangstüre schließt mit einem Tudorbogen. Die neueren Anbauten entlang der Gebäuderückseite wurden stilistisch an die bestehende Architektur angepasst.

### Kennels Cottage
Bei dem Kennels Cottage (von englisch kennel: „Hundezwinger“) handelt es sich um das Wohngebäude des Jägers (Lage: 57° 34′ 29,7″ N, 4° 12′ 43,2″ W). Das aus dem mittleren 19. Jahrhundert und damit aus der Zeit James John Randoll Mackenzies stammende Gebäude befindet sich rund 250 Meter nördlich von Rosehaugh House inmitten der bewaldeten Nordhälfte des Anwesens. Das tudorgotische Cottage wurde um 1900 überarbeitet. Das eingeschossige Gebäude mit Mansarde weist einen L-förmigen Grundriss auf. Sein Feldsteinmauerwerk ist mit abgesetzten Natursteineinfassungen detailliert. Der höhere Hauptteil des Cottage schließt mit einem geschwungenen, schiefergedeckten Walmdach mit großen Walmdachgauben. Den rückwärtigen Innenwinkel überspannt eine Veranda diagonal. Hierbei handelt es sich möglicherweise um eine spätere Ergänzung. Zur Reifung des erlegten Wilds diente ein oktogonaler Außenbau.

### The Laundry
Die ehemalige Wäscherei befindet sich rund 500 Meter westlich des Standorts von Rosehaugh House (Lage: 57° 34′ 22,8″ N, 4° 13′ 14,4″ W). Sie wurde nach einem Entwurf Flockharts um 1900 errichtet. Da sie auf der Karte der Ordnance Survey aus dem Jahre 1905 verzeichnet ist, stammt sie gesichert aus einem früheren Jahr. Das eingeschossige Gebäude mit Mansardgeschoss ist asymmetrisch aufgebaut. Es ist im Arts-and-Crafts-Stil mit bossierter Plinthe ausgestaltet. Markant ist sein weit überstehendes Fußwalmdach mit Fachwerkgiebeln und segmentbogigen Tonnendachgauben, das als Vordach über die Eingangstüre geschleppt ist. Zwischen den blinden Miniaturkreuzgiebeln ragt firstständig eine Wetterfahne auf. An der Nordseite schließt sich ein kleiner Anbau mit Walmdach an. Das Gebäude wurde zwischenzeitlich restauriert und wird, ebenso wie das ehemalige Bootshaus, als Ferienhaus vermietet.

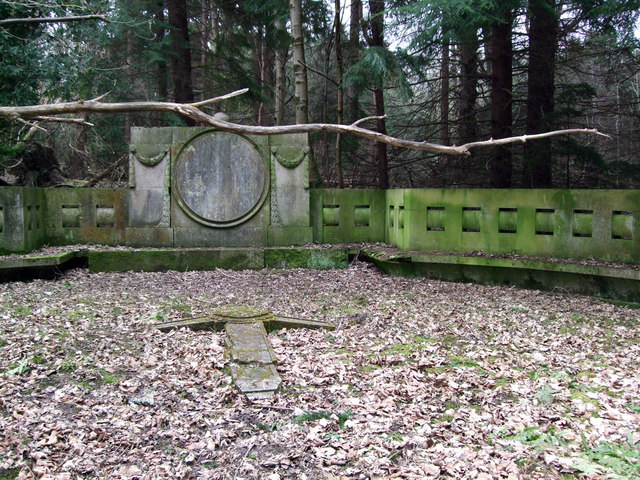
Fletcher Burial Enclosure

### Fletcher Burial Enclosure
Nach seinem Tod im Jahre 1927 gab Fletchers Witwe die Anlage einer Grabstätte in Auftrag, in welcher sie später ebenfalls bestattet werden sollte. Sie betraute den britischen Architekten Edwin Lutyens mit dem Entwurf. Die etwa 350 Meter nordöstlich von Rosehaugh House am Rand der ehemaligen Gärten gelegene Stätte (Lage: 57° 34′ 29,4″ N, 4° 12′ 28,8″ W) gilt als das am weitesten nördlich gelegene erhaltene Bauwerk Lutyens’ auf den Britischen Inseln. Das Monument umfasst ein kreisförmiges Areal, das ein ornamentiertes Mauerwerk umfriedet. Im Innenraum läuft eine massive Steinbalustrade um, die eine durchgängig entlang des Rings verlaufende Steinbank trägt. Die Pforte mit ihren schlichten Steinpfeilern durchbricht den Ring. Sie ist mit zweiflügligem Tor und schmiedeeisernem Bogen ausgeführt. Diesen schmücken Rosenornamente neben den Initialen JD und LF. Das Grabmonument auf der gegenüberliegenden Seite besteht aus einem schlichten Steinquader mit Lorbeerbändern. Eine große kreisförmige Plakette in der Mitte trägt die Inschrift „James Douglas Fletcher August 30 1927 and Lilian Maud Augusta Stephen October 30 1955“.